# Annie Oakley (film)
Annie Oakley är en amerikansk långfilm från 1935 i regi av George Stevens, med Barbara Stanwyck, Preston Foster, Melvyn Douglas och Moroni Olsen i rollerna. Filmen är en biografi över westernuppträdaren Annie Oakley.

## Handling
Filmen tar sig vissa friheter med Annie Oakleys (Barbara Stanwyck) liv. Den unga Annie får efter en prickskyttetävling med den berömda Toby Walker (Preston Foster) ett erbjudande att arbeta med Walker i Buffalo Bills (Moroni Olsen) vilda västern-show. En romans uppstår snart mellan Annie och Walker.

## Rollista

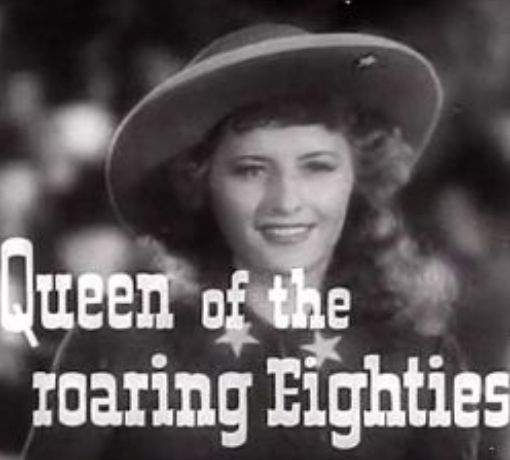
Barbara Stanwyck som Annie Oakley

| Barbara Stanwyck   | – Annie Oakley  |
| Preston Foster     | – Toby Walker   |
| Melvyn Douglas     | – Jeff Hogarth  |
| Moroni Olsen       | – Buffalo Bill  |
| Pert Kelton        | – Vera Delmar   |
| Andy Clyde         | – James MacIvor |
| Chief Thunderbird  | – Sitting Bull  |
| Margaret Armstrong | – Mrs. Oakley   |
| Delmar Watson      | – Wesley Oakley |
| Adeline Craig      | – Susan Oakley  |

## Produktion
Filmen var Barbara Stanwycks första film med RKO Pictures efter att ha blivit missnöjd med de roller hon fick när hon var under kontrakt med Warner Bros. Det var också hennes första western.

## Om filmen
I filmen inleds en romans mellan Annie och Walker. I verkligheten var Annie gift med Frank E. Butler som också turnerade med Buffalo Bills show.